# Monika Constant
Monika Constant (ur. 1 grudnia 1973) – polska menedżer. Dyrektor generalna Francusko-Polskiej Izby Gospodarczej (CCIFP). 

## Życiorys
Jest absolwentką rusycystyki na Uniwersytecie Warszawskim oraz francusko-polskiego podwójnego dyplomu magisterskiego Szkoły Głównej Handlowej w Warszawie (SGH) i francuskiej HEC. 
Od 2000 roku pracuje w CCIFP, a od 2009 roku jest jej Dyrektorem Generalnym. Jest również częstym komentatorem polsko-francuskich stosunków gospodarczych w radiu i telewizji.

## Nagrody i wyróżnienia
- Narodowy Order Zasługi w randze kawalera (2017)[3].